# André Versluijs
André Versluijs (Oosterbeek, 27 november 1954) is een Nederlands basgitarist. 
Versluijs versleet tijdens zijn muzikale leven tal van bands:
- Carlsberg (1975-1977)
- Vitesse (1976-1982; albums Rendez vous en Good news)
- Lucifer (1977)
- The Scene (1979/1980: album The Scene waaronder single Young dogs, young blood)
- Banderolle (1981), samen Dennis Witbraad (ex-Ekseption en ook even The Scene); single Room 607, thema van televisieserie De Fabriek
- Diesel (met Pim Koopman, diverse samenstellingen vanaf 1983-) met onder andere single Sausalito Summernight
- De Munck (1984)
- The Zoo (jaar 1991, geen bassist maar manager)
- 2002-2005: deel van begeleidingband van Hans Liberg

Hij is ook te horen op het soloalbum New worlds to an old lovesong van Toni Willé (ex-Pussycat) uit 1989.
Hij maakte ook deel uit van de gelegenheidsgroep Ticket for Tibet, dat de single Als je ooit nog eens terug kan uitgaf.